# سیارک ۳۸۱۶
سیارک ۳۸۱۶ (به انگلیسی: 3816 Chugainov، نامگذاری:1975VG9) سه هزار و هشتصد و شانزدهمین سیارک کشف شده‌است، که در ۸ نوامبر ۱۹۷۵ کشف شد.
قدر مطلق سیارک برابر ۱۱٫۹۰ است.